# Astiphromma uliginosum
Astiphromma uliginosum là một loài tò vò trong họ Ichneumonidae.